# Patrick Bourdais

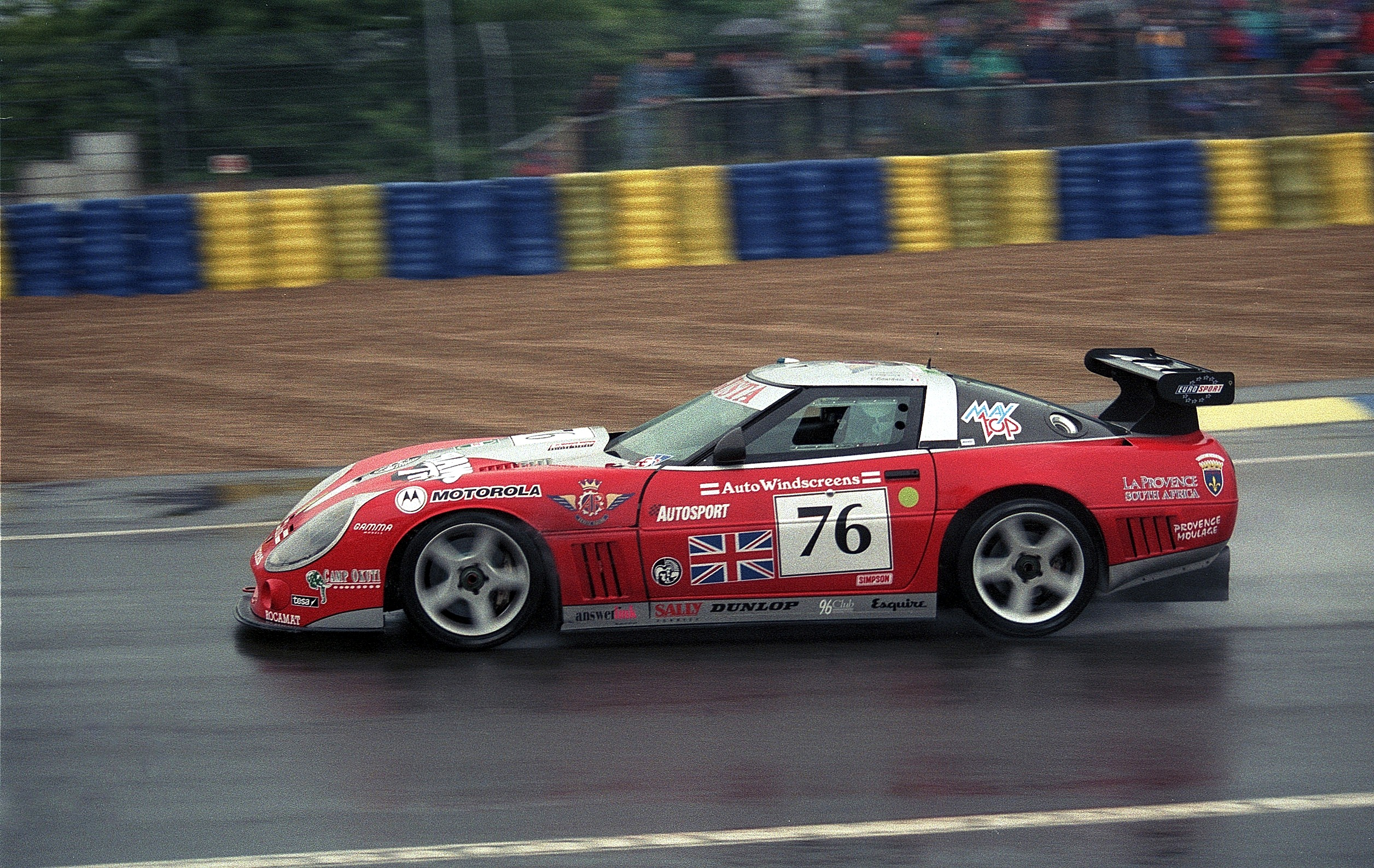
Die Callaway Corvette SuperNatural von Almo Coppelli, Thorkild Thyrring und Patrick Bourdais beim 24-Stunden-Rennen von Le Mans 1995

Patrick Bourdais (* 16. September 1954 in L’Hermitage) ist ein ehemaliger französischer Autorennfahrer und der Vater von Sébastien Bourdais.

## Karriere im Motorsport
Die Karriere von Patrick Bourdais ist eng mit einem Rennen verbunden; dem 24-Stunden-Rennen von Le Mans. Zwischen 1993 und 2006 war er neun Mal beim 24-Stunden-Rennen in Westfrankreich am Start. Sein Debüt gab er 1993 auf einem von Roland Bassaler gemeldeten Sauber SHS C6. Der Einsatz endete nach einem Unfall vorzeitig. Bei seinem letzten Antreten fuhr er 2006 einen Porsche 911 GT3-RSR, der von Noël del Bello gemeldet wurde. Auch diesmal endete der Renneinsatz nach einem Unfall eines Teamkollegen vorzeitig. Seine beste Platzierung im Schlussklassement war der 20. Rang 1996 im Porsche 911 GT2 von Larbre Compétition.
Abseits von Le Mans feierte er Erfolge im französischen Renault-5- und Renault-Clio-Cup. Im Renault-5-Turbo-Cup wurde er 1987 Gesamtdritter, den Renault-Clio-Cup-1991 beendete er als Gesamtsieger.

## Statistik

### Le-Mans-Ergebnisse
| Jahr | Team                  | Fahrzeug                       | Teamkollege          | Teamkollege        | Platzierung | Ausfallgrund     |
| ---- | --------------------- | ------------------------------ | -------------------- | ------------------ | ----------- | ---------------- |
| 1993 | Roland Bassaler       | Sauber SHS C6                  | Roland Bassaler      | Jean-Louis Capette | Ausfall     | Unfall           |
| 1994 | Roland Bassaler       | Alpa LM                        | Nicolas Minassian    | Olivier Couvreur   | Ausfall     | Aufhängung       |
| 1995 | Agusta Racing Team    | Callaway Corvette SuperNatural | Almo Coppelli        | Thorkild Thyrring  | Ausfall     | Unfall           |
| 1996 | Larbre Compétition    | Porsche 911 GT2                | André Ahrlé          | Patrice Goueslard  | Rang 20     |                  |
| 1997 | Larbre Compétition    | Porsche 911 GT2                | Peter Kitchak        | André Lara Resende | Ausfall     | Getriebeschaden  |
| 2003 | T2M Motorsport        | Porsche 996 GT3 RS             | Vanina Ickx          | Roland Bervillé    | Rang 27     |                  |
| 2004 | Panoz Motor Sports    | Panoz Elan GTR1                | Jean-Luc Blanchemain | Roland Bervillé    | Ausfall     | Kupplungsschaden |
| 2005 | Panoz Motor Sports    | Panoz Esperante GT-LM          | Bryan Sellers        | Marino Franchitti  | Ausfall     | Motorschaden     |
| 2006 | Noël del Bello Racing | Porsche 911 GT3-RSR            | Adam Sharpe          | Tom Cloet          | Ausfall     | Unfall           |